# Президентские дебаты в США (2024)
Президентские дебаты в США (2024) — серия дебатов между кандидатами на пост президента США на выборах 2024 года. Первые дебаты состоялись 27 июня 2024 года. В них приняли участие действующий президент США Джо Байден и бывший глава государства Дональд Трамп. Они были организованы на платформе телеканала CNN и продлились 90 минут. Эти дебаты прошли в рекордно ранние сроки, ещё до того, как их участники официально стали кандидатами от своих партий. 
Вторые президентские дебаты между Трампом и Харрис, заменившей вышедшего из президентской гонки Байдена, прошли на 10 сентября 2024 года на телеканале ABC.

## Первые дебаты (Джо Байден — Дональд Трамп)

### Ход дебатов
На многие из вопросов, предложенных ведущими, кандидаты не ответили, поскольку в течение полутора часов они повторяли заранее подготовленные тезисы об успешности своих экономических политик и борьбе с инфляцией.
В частности, Байден отметил, что при нём были снижены цены на лекарства и то, что он намерен повысить налоги на самых богатых граждан США. Трамп обвинил действующего президента в поощрении незаконной миграции, отчего страдают малоимущие американцы.
Вместе с тем, в ходе дебатов Трамп многократно замечал, что при нём Россия бы не вторглась в Украину, а уход войск США из Афганистана придал Путину решимости в этом вопросе. По мнению экс-президента, политика Байдена ведет к третьей мировой войне. Джо Байден в свою очередь заявил, что нежелание Трампа помогать Украине может подтолкнуть Владимира Путина к вторжению в страну НАТО и тоже может привести к третьей мировой войне.
Обсуждая обстановку в секторе Газа, действующий президент США сообщил, что обсуждается план по обмену израильских заложников на палестинских заключенных и длительному прекращению огня. Трамп в свою очередь не дал ответа на вопрос, поддержал ли бы он создание независимого государства Палестина ради прекращения войны.     

### Оценки
По оценке близких к демократам СМИ, Джо Байден проиграл дебаты и выступление действующего президента стало для него катастрофой. Издание The Washington Post заявило, что демократы в панике после прошедших дебатов и сомневаются в будущем Джо Байдена. По мнению CNN, выступление Байдена было самым слабым за все историю дебатов США. Его голос дрожал, а ответы поначалу были бессвязными. Пока Трамп говорил, Байден наблюдал за ним с открытым ртом.

### Реакция
Предвыборный штаб действующего президента США заявил, что их кандидат выступал простуженным. После выступления эксперты отметили, что в стане демократической партии — панические настроения. По сведениям издания Politico демократов настолько испугало выступление Джо Байдена, что они начали искать ему замену в качестве кандидата на президентских выборах.
Бывший сенатор-демократ Клэр Маккаскилл заявила, что её сердце разрывается от увиденного и она не знает, что можно сделать, чтобы это исправить. Редколлегия The New York Times выпустила колонку, где призвала выдвинуть другого кандидата на выборы из-за того, что Джо Байден уже не тот человек, каким он был четыре года назад.
Джо Байден в ответ на критику заявил, что он, очевидно, не молод как раньше, а также не так как прежде хорошо ведет дебаты и он не стал бы выдвигать свою кандидатуру на новый срок, если бы не был уверен, что справится с работой на посту президента.
Результаты дебатов вызвали бурную реакцию у сторонников Демократической партии усомнившихся в способности Байдена продолжать гонку. В New York Times вышла статья, призывающая действующего президента покинуть гонку для блага страны и сторонников. Ряд чиновников выразили свою обеспокоенность, а 2 июля действующий член Конгресса от Демократической партии призвал Байдена снять свою кандидатуру. В тот же день New York Times со ссылкой на одного из советников Байдена сообщило, что тот обсуждал с ними собственные политические перспективы, понимает возникшие после дебатов проблемы и возможность поражения в выборах. Белый дом назвал публикацию «абсолютно ложной».
Социологические опросы показали увеличение отрыва Дональда Трампа от Джо Байдена после дебатов, его показатели поддержки составили 49 % избирателей по сравнению с 41 % у оппонента. Доля избирателей, считающих, что Джо Байден слишком стар для должности президента составило 74 %, это на 5 % больше чем до дебатов. Среди сторонников Демократической партии доля обеспокоенных возрастом президента выросла на 8 % и составила 59 %.
Согласно опросу AP-NORC, опубликованному 17 июля 2024 года, почти две трети сторонников Демократической партии считают, что Джо Байден должен выйти из президентской гонки в пользу другого кандидата. По тому же опросу, 70 % американцев и около 50 % демократов сомневаются, что президент Байден обладает достаточными умственными способностями, чтобы быть президентом. Этот показатель продемонстрировал рост с февраля 2024 года, когда о неуверенности в когнитивных способностях Байдена заявили лишь 33 % респондентов-демократов.

## Вторые дебаты (Камала Харрис — Дональд Трамп)
ABC News опубликовала правила предстоящих президентских дебатов между Харрис и Трампом, запланированных на 10 сентября. 